# Brian Van Holt
Brian Van Holt, född 6 juli 1969 i Waukegan, är en amerikansk skådespelare som medverkat i många filmer och TV-serier. Han spelade bland annat Sean Cavennaugh i serien Threshold som sändes på CBS.
Van Holt medverkade i komediserien Cougar Town där han spelar en av huvudrollerna som Bobby Cobb.

## Filmografi (urval)
- 2003 – Confidence
- 2005 – House of Wax
- 2009–2015 – Cougar Town (TV-serie)
- 2014 – Wild